# Haas VF-24
Der Haas VF-24 ist der Formel-1-Rennwagen von Haas für die Formel-1-Weltmeisterschaft 2024. Er ist der neunte Formel-1-Wagen des Teams.
Die Bezeichnung des Wagens ist eine Anspielung auf die VF-1, die erste CNC-Maschine, die Haas Automation produzierte. Obwohl das V dabei für vertical steht, wurde der Name der Maschine firmenintern als Abkürzung für Very First One (deutsch: Allererste) verwendet.
Dieser Rennwagen wurde in der Saison 2024 von Kevin Magnussen und Nico Hülkenberg gefahren.

## Technik und Entwicklung
Wie alle Formel-1-Fahrzeuge des Jahres 2024 ist der Haas VF-24 ein hinterradangetriebener Monoposto mit einem Monocoque aus kohlenstofffaserverstärktem Kunststoff (CFK). Außer dem Monocoque bestehen auch viele weitere Teile des Fahrzeugs, darunter die Karosserieteile und das Lenkrad, aus CFK. Auch die Bremsscheiben sind aus einem mit Kohlenstofffasern verstärkten Verbundwerkstoff.
Der Haas VF-24 ist das Nachfolgemodell des Haas VF-23.
Angetrieben wird der Haas VF-24 von einem 1,6-Liter-V6-Motor von Ferrari in der Fahrzeugmitte mit Turbolader sowie einem 120 kW starken Elektromotor; es ist also ein Hybridelektrokraftfahrzeug. Die Kraft überträgt ein sequentielles, mit Schaltwippen betätigtes Achtganggetriebe. Das Fahrzeug hat nur zwei Pedale, ein Gaspedal (rechts) und ein Bremspedal (links). Genau wie viele andere Funktionen wird die Kupplung, die nur beim Anfahren aus dem Stand gebraucht wird, über einen Hebel am Lenkrad bedient.
Das Fahrzeug ist 2000 mm breit, 970 mm hoch und mehr als 5000 mm lang. Das Gewicht beträgt einschließlich Fahrer 798 kg. Der Wagen hat 305 mm breite Vorderreifen und 405 mm breite Hinterreifen des Einheitslieferanten Pirelli auf 18-Zoll-Rädern.
Der Haas VF-24 verfügt, wie alle Formel-1-Fahrzeuge seit 2011, über ein Drag Reduction System (DRS), das durch Flachstellen eines Teils des Heckflügels den Luftwiderstand des Fahrzeugs auf den Geraden verringert, wenn es eingesetzt werden darf. Auch das DRS wird mit einem Schalter am Lenkrad des Wagens aktiviert.
Der Haas VF-24 ist mit dem Halo-System ausgestattet, das einen zusätzlichen Schutz für den Kopf des Fahrers bietet.

## Lackierung und Sponsoring
Der Haas VF-24 ist überwiegend in Schwarz lackiert, wobei sich in Anklang zu den Farben des Hauptsponsors MoneyGram am Heckflügel, Frontflügel und Halo ebenfalls rote sowie weiße Akzente finden.
Es werben zusätzlich Haas Automation, Play'n Go, Chipotle, Oakberry, Palm Angels, Toyota Gazoo Racing und Pirelli auf dem Fahrzeug.

## Fahrer
Haas tritt in der Saison 2024 mit den Fahrern Kevin Magnussen und Nico Hülkenberg. Magnussen bestreitet seine siebte Saison für das Team und Hülkenberg seine zweite Saison für das Team. Beim Großen Preis von Aserbaidschan wurde Magnussen durch Oliver Bearman ersetzt, der aufgrund zwölf Strafpunkte gesperrt war. Auch beim Großen Preis von São Paulo ersetzte Oliver Bearman Magnussen, der aufgrund einer Krankheit das gesamte Wochenende verpasste.

## Ergebnisse
| Fahrer                          | Nr.                             | 1  | 2  | 3  | 4  | 5  | 6   | 7  | 8   | 9  | 10 | 11 | 12 | 13 | 14 | 15 | 16 | 17 | 18  | 19   | 20 | 21  | 22 | 23    | 24 | Punkte | Rang |
| ------------------------------- | ------------------------------- | -- | -- | -- | -- | -- | --- | -- | --- | -- | -- | -- | -- | -- | -- | -- | -- | -- | --- | ---- | -- | --- | -- | ----- | -- | ------ | ---- |
| Formel-1-Weltmeisterschaft 2024 | Formel-1-Weltmeisterschaft 2024 |    |    |    |    |    |     |    |     |    |    |    |    |    |    |    |    |    |     |      |    |     |    |       |    | 58     | 7.   |
| Kevin Magnussen                 | 20                              | 12 | 12 | 10 | 13 | 16 | 19  | 12 | DNF | 12 | 17 | 8  | 12 | 15 | 14 | 18 | 10 | EX | DNF | 7117 | 7  | INJ | 12 | 9     | 16 | 58     | 7.   |
| Nico Hülkenberg                 | 27                              | 16 | 10 | 9  | 11 | 10 | 117 | 11 | DNF | 11 | 11 | 6  | 6  | 13 | 18 | 11 | 17 | 11 | 9   | 8    | 9  | DSQ | 8  | 7DNF7 | 8  | 58     | 7.   |
| Oliver Bearman                  | 50                              |    |    |    |    |    |     |    |     |    |    |    |    |    |    |    |    | 10 |     |      |    | 12  |    |       |    | 58     | 7.   |

| Legende  | Legende            | Legende                                                          |
| Farbe    | Abkürzung          | Bedeutung                                                        |
| -------- | ------------------ | ---------------------------------------------------------------- |
| Gold     | –                  | Sieg                                                             |
| Silber   | –                  | 2. Platz                                                         |
| Bronze   | –                  | 3. Platz                                                         |
| Grün     | –                  | Platzierung in den Punkten                                       |
| Blau     | –                  | Klassifiziert außerhalb der Punkteränge                          |
| Violett  | DNF                | Rennen nicht beendet (did not finish)                            |
| Violett  | NC                 | nicht klassifiziert (not classified)                             |
| Rot      | DNQ                | nicht qualifiziert (did not qualify)                             |
| Rot      | DNPQ               | in Vorqualifikation gescheitert (did not pre-qualify)            |
| Schwarz  | DSQ                | disqualifiziert (disqualified)                                   |
| Weiß     | DNS                | nicht am Start (did not start)                                   |
| Weiß     | WD                 | zurückgezogen (withdrawn)                                        |
| Hellblau | PO                 | nur am Training teilgenommen (practiced only)                    |
| Hellblau | TD                 | Freitags-Testfahrer (test driver)                                |
| ohne     | DNP                | nicht am Training teilgenommen (did not practice)                |
| ohne     | INJ                | verletzt oder krank (injured)                                    |
| ohne     | EX                 | ausgeschlossen (excluded)                                        |
| ohne     | DNA                | nicht erschienen (did not arrive)                                |
| ohne     | C                  | Rennen abgesagt (cancelled)                                      |
| ohne     | keine WM-Teilnahme |                                                                  |
| sonstige | P/fett             | Pole-Position                                                    |
| sonstige | 1/2/3/4/5/6/7/8    | Punktplatzierung im Sprint-/Qualifikationsrennen                 |
| sonstige | SR/kursiv          | Schnellste Rennrunde                                             |
| sonstige | *                  | nicht im Ziel, aufgrund der zurückgelegten Distanz aber gewertet |
| sonstige | ()                 | Streichresultate                                                 |
| sonstige | unterstrichen      | Führender in der Gesamtwertung                                   |